# Lucio Silio Deciano
Lucio Silio Deciano (en latín, Lucius Silius Decianus), fue un senador romano de finales del siglo I y principios del siglo II, que desarrollo su cursus honorum bajo los imperios de Vespasiano, Tito, Domiciano, Nerva y Trajano.

## Familia
Era hijo del senador y poeta Silio Itálico y tuvo un hermano, Silio Severo, que falleció antes que su padre.

## Carrera política
Su primer cargo conocido fue el de cónsul sufecto para el nundinum de septiembre a diciembre de 94, bajo Domiciano. Posteriormente, ya bajo Trajano, fue nombrado curator operorum publicorum, encargado de supervisar las numerosa obras públicas de la Roma.